# Liezel Huberová
Liezel Huberová, rodným jménem Liezel Horn (* 21. srpen 1976 Durban) je americká profesionální tenistka jihoafrického původu, bývalá světová jednička ve čtyřhře, vítězka čtyř grandslamů v ženské čtyřhře s Carou Blackovou a dvou ve smíšené čtyřhře společně s Bobem Bryanem. Od 12. listopadu 2007 byly společně se spoluhráčkou Blackovou světovými jedničkami v ženské čtyřhře, 19. dubna 2010 se poprvé v kariéře stala samostatnou vůdkyní deblového žebříčku WTA. Třikrát také získala deblový titul na Turnaji mistryň.
Ve dvouhře byla na žebříčku WTA nejvýše klasifikována v březnu 1999 na 131. místě. K sezóně 2012 vyhrála čtyřicet osm turnajů WTA ve čtyřhře.
V roce 1992 ve věku patnácti let se přestěhovala do Spojených států, aby mohla trénovat v jihokarolínské tenisové škole Van Der Meer Tennis Academy v Hilton Head. Později došlo k její americké naturalizaci. V červenci 2007 získala americké občanství, a od té doby reprezentuje Spojené státy americké. Je vdaná za Američana Tonyho Hubera.
V roce 2005 založila nadaci na pomoc obětem ničivého hurikánu Katrina v New Orleans.
Spojené státy reprezentovala na LOH 2008 v Pekingu ve čtyřhře spolu s Lindsay Davenportovou. Prohrály ve čtvrtfinále.

## Tenisová kariéra

### 2011
V sezóně 2011 během evropské antukové části hrála s Ruskou Naděždou Petrovovou. Na French Open již nastoupila se stabilní spoluhráčkou Lisou Raymondovou, kde došly do semifinále a ve Wimbledonu zaznamenaly čtvrtfinálovou účast.
První dvě finále sezóny spolu s Raymondovou prohrály, a to na AEGON International s Peschkeovou a Srebotnikovou 6–3, 6–0 a poté na Bank of the West Classic nestačily na Azarenkovou s Kirilenkovou 6–1, 6–3. První jejich společný titul přišel na Canada Masters, a to po finále bez boje, když Azarenková a Kirilenková odstoupily. V září získaly grandslamový titul na US Open po finálové výhře nad obhájkyněmi titulu Vaniou Kingovou a Jaroslavou Švedovovou 4–6, 7–6(7–5), 7–6(7–3). Třetí titul si připsaly na japonském Toray Pan Pacific Open, když v boji o titul zdolaly pár Dulková a Pennettaová až v supertiebreaku třetího setu 7–6(7–4), 0–6, [10–6].
Navíc spolu s Maríí José Martínezovou Sánchezovou vyhrála debla na Dubai Tennis Championships po finálovém vítězství nad dvojicí Peschkeová a Srebotniková 7–6(7–5), 6–3 a s Petrovovou odešla jako poražená finalistka na turnaji Qatar Ladies Open, když v rozhodujícím utkání opět narazily na Peschkeovou a Srebotnikovou.
Stejný pár porazila opět s Raymondovou také ve finále Turnaje mistryň, když vyhrály ve dvou sadách.

## Finálové účasti na turnajích Grand Slamu (15)

### Ženská čtyřhra

#### Vítězka (5)
| Rok  | Turnaj          | Partnerka       | Soupeřky ve finále                     | Výsledek                |
| 2005 | Wimbledon       | Cara Blacková   | Světlana Kuzněcovová Amélie Mauresmová | 6–2, 6–1                |
| 2007 | Australian Open | Cara Blacková   | Čan Jung-žan Čuang Ťia-žung            | 6–4, 6–7(4), 6–1        |
| 2007 | Wimbledon (2)   | Cara Blacková   | Katarina Srebotniková Ai Sugijamaová   | 3–6, 6–3, 6–2           |
| 2008 | US Open         | Cara Blacková   | Lisa Raymondová Samantha Stosurová     | 6–3, 7–6(8)             |
| 2011 | US Open (2)     | Lisa Raymondová | Vania Kingová Jaroslava Švedovová      | 4–6, 7–6(7–5), 7–6(7–3) |

#### Finalistka (5)
| Rok  | Turnaj          | Partnerka         | Vítězky                                     | Výsledek         |
| 2004 | Wimbledon       | Ai Sugijamaová    | Cara Blacková Rennae Stubbsová              | 6–3, 7–6(5)      |
| 2005 | French Open     | Cara Blacková     | Virginia Ruanová Pascualová Paola Suárezová | 4–6, 6–3, 6–3    |
| 2009 | US Open         | Cara Blacková     | Serena Williamsová Venus Williamsová        | 6–2, 6–2         |
| 2010 | Australian Open | Cara Blacková     | Serena Williamsová Venus Williamsová        | 6–4, 6–3         |
| 2010 | US Open         | Naděžda Petrovová | Vania Kingová Jaroslava Švedovová           | 6-2, 4–6, 6–7(4) |

### Smíšená čtyřhra - vítězství (2)
| Rok  | Turnaj      | Partner   | Soupeři ve finále             | Výsledek          |
| 2009 | French Open | Bob Bryan | Vania Kingová Marcelo Melo    | 5–7, 7–6(5), 10–7 |
| 2010 | US Open     | Bob Bryan | Květa Peschkeová Ajsám Kúreší | 6–4, 6–4          |

### Smíšená čtyřhra - prohry (3)
| Rok  | Turnaj          | Partner       | Vítězové                        | Výsledek         |
| 2001 | Wimbledon       | Mike Bryan    | Leoš Friedl Daniela Hantuchová  | 4–6, 6–3, 6–2    |
| 2005 | Australian Open | Kevin Ullyett | Scott Draper Samantha Stosurová | 6–2, 2–6, 7–6(6) |
| 2008 | US Open         | Jamie Murray  | Leander Paes Cara Blacková      | 7–6(6), 6–4      |

## Finálové účasti na turnajích WTA (81)

### Čtyřhra – výhry (48)
| Legenda: Před 2009      | Legenda: Od r. 2009   |
| ----------------------- | --------------------- |
| Turnaje Grand Slamu (5) |                       |
| WTA Championships (3)   |                       |
| Olympijské hry (0)      |                       |
| Tier I (6)              | Premier Mandatory (1) |
| Tier II (12)            | Premier 5 (6)         |
| Tier III (6)            | Premier (3)           |
| Tier IV-V (4)           | International (2)     |

| Č.  | Datum             | Turnaj                         | Povrch      | Partnerka            | Soupeřky ve finále                               | Výsledek              |
| 1.  | 23. září 2001     | Tokio, Japonsko                | tvrdý       | Cara Blacková        | Ai Sugijamaová Kim Clijstersová                  | 6-1, 6-3              |
| 2.  | 7. říjen 2001     | Tokio, Japonsko                | tvrdý       | Rachel McQuillanová  | Wynne Prakusyová Janet Leeová                    | 6-2, 6-0              |
| 3.  | 14. říjen 2001    | Šanghaj, Čína                  | tvrdý       | Lenka Němečková      | Tamarine Tanasugarnová Evie Dominikovicová       | 6-0, 7-5              |
| 4.  | 6. leden 2002     | Auckland, Nový Zéland          | tvrdý       | Nicole Arendtová     | Henrieta Nagyová Květa Hrdličková                | 7-5, 6-4              |
| 5.  | 29. březen 2003   | Miami, USA                     | tvrdý       | Magdalena Malejevová | Nana Mijagiová Shinobu Asagoeová                 | 6-4, 3-6, 7-5         |
| 6.  | 6. duben 2003     | Sarasota, USA                  | antuka      | Martina Navrátilová  | Nana Mijagiová Shinobu Asagoeová                 | 7-6(8), 6-3           |
| 7.  | 4. květen 2003    | Warszawa, Polsko               | antuka      | Magdalena Malejevová | Francesca Schiavoneová Eleni Daniilidouová       | 3-6, 6-4, 6-2         |
| 8.  | 24. květen 2003   | Madrid, Španělsko              | antuka      | Jill Craybasová      | Angelique Widjajaová Rita Grandeová              | 6-4, 7-6(6)           |
| 9.  | 26. říjen 2003    | Linz, Rakousko                 | tvrdý (h)   | Ai Sugijamaová       | Silvia Farinaová Marion Bartoliová               | 6-1, 7-6(6)           |
| 10. | 22. únor 2004     | Hajdarábád, Indie              | tvrdý       | Sania Mirzaová       | Sun Tchien-tchien Tching Liová                   | 7-6(1), 6-4           |
| 11. | 15. květen 2005   | Řím, Itálie                    | antuka      | Cara Blacková        | Anabel Medinová Garriguesová Maria Kirilenková   | 6-0, 4-6, 6-1         |
| 12. | 3. červenec 2005  | Wimbledon, V. Británie         | tráva       | Cara Blacková        | Amélie Mauresmová Světlana Kuzněcovová           | 6-2, 6-1              |
| 13. | 19. únor 2006     | Bangalore, Indie               | tvrdý       | Sania Mirzaová       | Jelena Vesninová Anastasia Rodionovová           | 6-3, 6-3              |
| 14. | 27. květen 2006   | Štrasburk, Francie             | antuka      | Martina Navrátilová  | Andreea Ehrittová-Vancová Martina Müllerová      | 6-2, 7-6(1)           |
| 15. | 24. září 2006     | Kalkata, Indie                 | koberec (h) | Sania Mirzaová       | Juliana Fedaková Julia Bejgelzimerová            | 6-4, 6-0              |
| 16. | 27. leden 2007    | Australian Open, Austrálie     | tvrdý       | Cara Blacková        | Čuang Ťia-žung Čan Jung-žan                      | 6-4, 6-7(4), 6-1      |
| 17. | 11. únor 2007     | Paříž, Francie                 | koberec (h) | Cara Blacková        | Vladimíra Uhlířová Gabriela Navrátilová          | 6-2, 6-0              |
| 18. | 18. únor 2007     | Antverpy, Belgie               | koberec (h) | Cara Blacková        | Jelena Vesninová Jelena Lichovcevová             | 7-5, 4-6, 6-1         |
| 19. | 24. únor 2007     | Dubaj, SAE                     | tvrdý       | Cara Blacková        | Alicia Moliková Světlana Kuzněcovová             | 7-6(6), 6-4           |
| 20. | 8. červenec 2007  | Wimbledon, V. Británie         | tráva       | Cara Blacková        | Katarina Srebotniková Ai Sugijamaová             | 3-6, 6-3, 6-2         |
| 21. | 5. srpen 2007     | San Diego, USA                 | tvrdý       | Cara Blacková        | Viktoria Azarenková Anna Čakvetadzeová           | 7-5, 6-4              |
| 22. | 14. říjen 2007    | Moskva, Rusko                  | tvrdý (h)   | Cara Blacková        | Viktoria Azarenková Tatiana Pučeková             | 4-6, 6-1, 10-7        |
| 23. | 28. říjen 2007    | Linz, Rakousko                 | tvrdý (h)   | Cara Blacková        | Katarina Srebotniková Ai Sugijamaová             | 6-2, 3-6, 10-8        |
| 24. | 11. listopad 2007 | WTA Tour Championships, Madrid | tvrdý (h)   | Cara Blacková        | Katarina Srebotniková Ai Sugijamaová             | 5-7, 6-3, 10-8        |
| 25. | 17. únor 2008     | Antverpy, Belgie               | koberec (h) | Cara Blacková        | Květa Peschkeová Ai Sugijamaová                  | 6-1, 6-3              |
| 26. | 1. březen 2008    | Dubaj, SAE                     | tvrdý       | Cara Blacková        | Jen C’ Čeng Ťie                                  | 7-5, 6-2              |
| 27. | 11. květen 2008   | Berlín, Německo                | koberec     | Cara Blacková        | Nuria Llagosterová María J. M. Sánchezová        | 3-6, 6-2, 10-2        |
| 28. | 15. červen 2008   | Birmingham, V. Británie        | tráva       | Cara Blacková        | Virginia Ruanová Séverine Brémondová             | 6-2, 6-1              |
| 29. | 21. červen 2008   | Eastbourne, V. Británie        | tráva       | Cara Blacková        | Květa Peschkeová Rennae Stubbsová                | 2-6, 6-0, 10-8        |
| 30. | 20. červenec 2008 | Stanford, USA                  | tvrdý       | Cara Blacková        | Jelena Vesninová Věra Zvonarevová                | 6-4, 6-3              |
| 31. | 3. srpen 2008     | Montreal, Kanada               | tvrdý       | Cara Blacková        | Maria Kirilenková Flavia Pennettaová             | 6-1, 6-1              |
| 32. | 7. září 2008      | US Open, USA                   | tvrdý       | Cara Blacková        | Samantha Stosurová Lisa Raymondová               | 6-3, 7-6(6)           |
| 33. | 19. říjen 2008    | Curych, Švýcarsko              | tvrdý (h)   | Cara Blacková        | Anna-Lena Grönefeldová Patty Schnyderová         | 6-1, 7-6(3)           |
| 34. | 9. listopad 2008  | WTA Tour Championships, Dauhá  | tráva       | Cara Blacková        | Květa Peschkeová Rennae Stubbsová                | 6-1, 7-5              |
| 35. | 15. únor 2009     | Paříž, Francie                 | tvrdý (h)   | Cara Blacková        | Květa Peschkeová Lisa Raymondová                 | 6-4, 3-6, 10-4        |
| 36. | 21. únor 2009     | Dubaj, SAE                     | tvrdý       | Cara Blacková        | Maria Kirilenková Agnieszka Radwańska            | 6-3, 6-3              |
| 37. | 16. květen 2009   | Madrid, Španělsko              | antuka      | Cara Blacková        | Květa Peschkeová Lisa Raymondová                 | 4-6, 6-3, 10-6        |
| 38. | 14. červen 2009   | Birmingham, V. Británie        | tráva       | Cara Blacková        | Raquel Kopsová-Jonesová Abigail Spearsová        | 6-1, 6-4              |
| 39. | 16. srpen 2009    | Cincinnati, USA                | tvrdý       | Cara Blacková        | Nuria Llagosteraová M. J. Martínezová Sánchezová | 6-3, 0-6, 10-2        |
| 40. | 9. leden 2010     | Auckland, Nový Zéland          | tvrdý       | Cara Blacková        | Natalie Grandinová Laura Granvilleová            | 7-6(4), 6-2           |
| 41. | 15. leden 2010    | Sydney, Austrálie              | tvrdý       | Cara Blacková        | Tathiana Garbinová Naďa Petrovová                | 6-1, 3-6, 10-3        |
| 42. | 18. duben 2010    | Charleston, USA                | antuka      | Naďa Petrovová       | Vania Kingová Michaëlla Krajiceková              | 6-3, 6-4              |
| 43. | 26. červenec 2010 | Stanford, USA                  | tvrdý       | Lindsay Davenportová | Chan Yung-Jan Čeng Ťie                           | 7-5, 6-7, [10-8]      |
| 44. | 14. února 2011    | Dubaj, SAE                     | tvrdý       | MJ Martínezová       | Květa Peschkeová Katarina Srebotniková           | 7-6, 6-3              |
| 45. | 8. srpna 2011     | Canada Masters, Kanada         | tvrdý       | Lisa Raymondová      | Viktoria Azarenková Maria Kirilenková            | bez boje              |
| 46. | 29. srpna 2011    | US Open, USA                   | tvrdý       | Lisa Raymondová      | Vania Kingová Jaroslava Švedovová                | 4-6, 7-6, 7-6         |
| 47. | 1. října 2011     | Tokio                          | tvrdý       | Lisa Raymondová      | Gisela Dulková Flavia Pennettaová                | 7–6(7–4), 0–6, [10–6] |
| 48. | 30. října 2011    | Turnaj mistryň, Istanbul       | tvrdý       | Lisa Raymondová      | Květa Peschkeová Katarina Srebotniková           | 6-4, 6-4              |

### Čtyřhra – prohry (33)
| Legenda: Před 2009      | Legenda: Od r. 2009   |
| ----------------------- | --------------------- |
| Turnaje Grand Slamu (5) |                       |
| WTA Championships (1)   |                       |
| Tier I (9)              | Premier Mandatory (0) |
| Tier II (7)             | Premier 5 (0)         |
| Tier III (4)            | Premier (5)           |
| Tier V (1)              | International (1)     |

| Č.  | Datum             | Turnaj                        | Povrch    | Partnerka              | Vítězky                                     | Výsledek          |  |
| 1.  | 19. červenec 1998 | Warszawa, Polsko              | antuka    | Karin Kschwendtová     | Olga Luginová Karina Habšudová              | 7-6(2), 7-5       |  |
| 2.  | 12. listopad 2000 | Kuala Lumpur, Malajsie        | tvrdý     | Vanessa Webbová        | Sylvia Plischkeová Henrieta Nagyová         | 6-4, 7-6(4)       |  |
| 3.  | 11. listopad 2001 | Pattaya City, Thajsko         | tvrdý     | Wynne Prakusyová       | Iroda Tuliaganovová Asa Svenssonová         | 4-6, 6-3, 6-3     |  |
| 4.  | 10. leden 2004    | Gold Coast, Austrálie         | tvrdý     | Magdalena Malejevová   | Jelena Lichovcevová Světlana Kuzněcovová    | 6-3, 6-4          |  |
| 5.  | 4. červenec 2004  | Wimbledon, V. Británie        | tráva     | Ai Sugijamaová         | Rennae Stubbsová Cara Blacková              | 6-3, 7-6(5)       |  |
| 6.  | 8. srpen 2004     | Montreal, Kanada              | tvrdý     | Tamarine Tanasugarnová | Ai Sugijamaová Šinobu Asagoeová             | 6-0, 6-3          |  |
| 7.  | 7. listopad 2004  | Philadelphia, USA             | tvrdý (h) | Corina Morariuová      | Lisa Raymondová Alicia Moliková             | 7-5, 6-4          |  |
| 8.  | 26. únor 2005     | Dauhá, Katar                  | tvrdý     | Cara Blacková          | Francesca Schiavoneová Alicia Moliková      | 6-3, 6-4          |  |
| 9.  | 8. květen 2005    | Berlín, Německo               | antuka    | Cara Blacková          | Věra Zvonarevová Jelena Lichovcevová        | 4-6, 6-4, 6-3     |  |
| 10. | 4. červen 2005    | French Open, Francie          | antuka    | Cara Blacková          | Paola Suárezová Virginia Ruanová Pascualová | 4-6, 6-3, 6-3     |  |
| 11. | 1. duben 2006     | Miami, USA                    | tvrdý     | Martina Navrátilová    | Samantha Stosurová Lisa Raymondová          | 6-4, 7-5          |  |
| 12. | 9. duben 2006     | Amelia Island, USA            | antuka    | Sania Mirzaová         | Katarina Srebotniková Šinobu Asagoeová      | 6-2, 6-4          |  |
| 13. | 18. červen 2006   | Birmingham, V. Británie       | tráva     | Jill Craybasová        | Li Na Jelena Jankovićová                    | 6-2, 6-4          |  |
| 14. | 24. červen 2006   | Eastbourne, V. Británie       | tráva     | Martina Navrátilová    | Amélie Mauresmová Světlana Kuzněcovová      | 6-2, 6-4          |  |
| 15. | 1. říjen 2006     | Lucemburk, Lucembursko        | tvrdý (h) | Anna-Lena Grönefeldová | Francesca Schiavoneová Květa Peschkeová     | 2-6, 6-4, 6-1     |  |
| 16. | 22. říjen 2006    | Curych, Švýcarsko             | tvrdý (h) | Katarina Srebotniková  | Rennae Stubbsová Cara Blacková              | 7-5, 7-5          |  |
| 17. | 3. duben 2007     | Miami, USA                    | tvrdý     | Cara Blacková          | Samantha Stosurová Lisa Raymondová          | 6-4, 3-6, 10-2    |  |
| 18. | 19. srpen 2007    | Toronto, Kanada               | tvrdý     | Cara Blacková          | Ai Sugijamaová Katarina Srebotniková        | 6-4, 2-6, 10-5    |  |
| 19. | 25. srpen 2007    | New Haven, USA                | tvrdý     | Cara Blacková          | Sania Mirzaová Mara Santangelová            | 6-1, 6-2          |  |
| 20. | 23. únor 2008     | Dauhá, Katar                  | tvrdý     | Cara Blacková          | Květa Peschkeová Rennae Stubbsová           | 6-1, 5-7, 10-7    |  |
| 21. | 29. březen 2008   | Miami, USA                    | tvrdý     | Cara Blacková          | Katarina Srebotniková Ai Sugijamaová        | 7-5, 4-6, 10-3    |  |
| 22. | 12. říjen 2008    | Moskva, Rusko                 | tvrdý (h) | Cara Blacková          | Naďa Petrovová Katarina Srebotniková        | 6-4, 6-4          |  |
| 23. | 26. říjen 2008    | Linz, Rakousko                | tvrdý (h) | Cara Blacková          | Katarina Srebotniková Ai Sugijamaová        | 6-4, 7-5          |  |
| 24. | 14. září 2009     | US Open, USA                  | tvrdý     | Cara Blacková          | Serena Williamsová Venus Williamsová        | 6-2, 6-2          |  |
| 25. | 1. listopad 2009  | WTA Tour Championships, Katar | tvrdý     | Cara Blacková          | Nuria L. Vivesová María J. M. Sánchezová    | 7-6(0), 5-7, 10-7 |  |
| 26. | 29. leden 2010    | Australian Open, Austrálie    | tvrdý     | Cara Blacková          | Serena Williamsová Venus Williamsová        | 6-4, 6-3          |  |
| 27. | 14. únor 2010     | Paříž, Francie                | tvrdý (h) | Cara Blacková          | Iveta Benešová Barbora Záhlavová-Strýcová   | bez boje          |  |
| 28. | 7. červen 2010    | AEGON Classic Birmingham, UK  | tráva     | Cara Blacková          | Lisa Raymondová Bethanie Matteková-Sandsová | 6-3, 3-2 skreč    |  |
| 29. | 12. září 2010     | US Open, New York, USA        | tvrdý     | Vania Kingová          | Jaroslava Švedovová Naděžda Petrovová       | 2-6, 6-4, 7-6     |  |
| 30. | 21. února 2011    | Qatar Ladies Open, Dauha      | tvrdý     | Naděžda Petrovová      | Květa Peschkeová Katarina Srebotniková      | 7-5, 6-7, [10-8]  |  |
| 31. | 21. března 2011   | Sony Ericsson Open. Miami     | tvrdý     | Naděžda Petrovová      | Daniela Hantuchová Agnieszka Radwańska      | 7-6, 2-6, [10-8]  |  |
| 32. | 13. června 2011   | Eastbourne                    | tráva     | Lisa Raymondová        | Květa Peschkeová Katarina Srebotniková      | 6-3, 6-0          |  |
| 33. | 25. července 2011 | Stanford, USA                 | tvrdý     | Lisa Raymondová        | Viktoria Azarenková Maria Kirilenková       | 6-1, 6-3          |  |

## Fed Cup
Liezel Huberová se zúčastnila 17 zápasů ve Fed Cupu za týmy Spojených států amerických a Jihoafrické republiky s bilancí 0-1 ve dvouhře a 13-3 ve čtyřhře.

## Postavení na žebříčku WTA na konci sezóny

### Dvouhra
| Rok    | 1992 | 1993   | 1994   | 1995   | 1996   | 1997   | 1998   | 1999   | 2000   | 2001   | 2002   | 2003   |
| Pořadí | 771. | ▲ 581. | ▲ 287. | ▼ 356. | ▲ 241. | ▲ 149. | ▲ 148. | ▼ 299. | ▼ 444. | ▲ 180. | ▼ 220. | ▼ 765. |

### Čtyřhra
| Rok    | 2001 | 2002  | 2003  | 2004  | 2005 | 2006  | 2007 | 2008 | 2009 |
| Pořadí | 21.  | ▲ 18. | ▲ 12. | ▲ 11. | ▲ 6. | ▼ 17. | ▲ 1. | ▬ 1. | ▬ 1. |